# هوپ پیم
هوپ ون داین (به انگلیسی: Hope Pym) یک شخصیت خیالی در کتاب‌های کامیک آمریکایی منتشر شده توسط مارول کامیکس است. این شخصیت توسط تام دی‌فالکو و رون فرنز خلق شده‌است؛ که برای اولین بار در شمارهٔ ۷ از مجموعه اِی-نکست (آوریل ۱۹۹۹) حضور پیدا کرد. او دختر دکتر هنک پیم و جنت ون دین در آینده جایگزین مارول کامیکس ۲ به‌شمار می‌رود، که در ابتدا به عنوان یک ابرشرور تحت نام رد کوئین تصویر می‌شد.
نسخه‌ای از این شخصیت با نام هوپ ون داین با بازی اوانجلین لیلی در دنیای سینمایی مارول، شامل فیلم‌های مرد مورچه‌ای (۲۰۱۵)، مرد مورچه‌ای و زنبورک (۲۰۱۸)، انتقام‌جویان: پایان بازی (۲۰۱۹) و مرد مورچه‌ای و زنبورک: شیدایی کوانتومی (٢٠٢٣) حضور دارد.